# 本日の猫事情
『本日の猫事情』（ほんじつのねこじじょう）は、いわみちさくらの4コマ漫画作品。祥伝社『FEEL YOUNG』において連載された。
2007年12月にこの作品を元にした実写映画が公開。翌2008年猫の日(2月22日)にDVD発売。

## 映画

### キャスト
- パッチ（デルタ役）
- いくら（マミヤ役）
- たらお（スナ役）
- まさかず（テトラ役）
- 瓜（く〜にゃん役）
- ルパン
- 大桑マイミ（イラストレーターのママ役）
- 平野綾（声の出演・ルパン役）

### スタッフ
- 原作：いわみちさくら（「本日の猫事情」祥伝社フィールコミックス）
- 監督：中川究矢
- 脚本：鹿目けい子
- 音楽：カンガルー鈴木
- 製作：大橋孝史、藪考樹
- プロデューサー：上野境介、高口聖世巨、川端基夫
- アシスタントプロデューサー：川島正規、高波朋美、三村香織、若槻泉
- 撮影：曽根剛
- 録音：天野隆太
- 編集：和田剛、中川究矢
- 助監督：西原千尋
- 制作：高畑鍬名、福田彩野
- 制作プロダクション：トルネードフィルム
- 動物プロダクション：ZOO
- 製作：「本日の猫事情」製作委員会（ジョリー・ロジャー、ハピネット、モブキャスト）
- 配給：ジョリー・ロジャー

### 主題歌
「ラブソング」平野綾（ランティス）